# Burn (chanson d'Ellie Goulding)
Pour les articles homonymes, voir Burn.
Singles de Ellie Goulding
I Need Your Love
(2013) How Long Will I Love You
(2013)
Burn est une chanson interprétée par l'artiste britannique Ellie Goulding sortie le 5 juillet 2013. Extrait de l'album Halcyon Days — la réédition de son deuxième album, Halcyon —, ce morceau a été coécrit par Ryan Tedder, Greg Kurstin, Noel Zancanella et Brent Kutzle. La production musicale est assurée par Kurstin et la production vocale par Ryan Tedder.
La chanson rencontre un accueil mitigé par la critique musicale. Si certains la décrivent comme l'une des œuvres radiophonique les plus respectueuses de l'artiste à ce jour, d'autres estiment qu'elle est loin d'être mémorable. Malgré tout, elle devient la première composition de Goulding à atteindre la première place dans les classements britanniques avec 116 857 exemplaires vendus dès sa première semaine, place qu'elle conservera pendant les trois semaines suivantes. La piste, apparue dans le top 20 des hit parades en Autriche, Belgique, Allemagne, Italie ou encore récemment en France, atteint le même succès à l'échelle internationale.

## Contexte
La première à enregistrer Burn est la chanteuse anglaise Leona Lewis, en vue de l'inclure dans son troisième album studio Glassheart sorti en 2012, mais en fin de compte, la chanson ne figure pas dans la version finale de l'album,. Jacques Peterson estime que sa version tente clairement de suivre les mêmes recettes que le collectif de producteurs Stargate, alors que celle d'Ellie Goulding est plus pop indé.
Le clip vidéo, dévoilé le 7 juillet 2013, met en scène Ellie Goulding dansant sur une piste d’atterrissage où elle est rejointe par des amis. La chanteuse reprend goût aux jeux de lumière dans une ambiance de « rave party » 

## Critique
La critique réserve un accueil mitigé à Burn. Sam Lansky, journaliste de Idolator (en), trouve que la voix d'Ellie Goulding rend la chanson « plus excitante et éthérée » que lorsqu'elle était chantée par Leona Lewis, mais il considère également qu'il s'agit de « son single le plus conventionnel depuis Lights ». Dans Digital Spy, Lewis Corner attribue la note de 4 / 5 à « ce qui restera vraisemblablement l'un de ses singles les plus calibrés ». Il loue la voix de la chanteuse, qui « plane de manière plaisante sur les courants dream-pop ».
Dans PopCrush, Amy Sciarretto note Burn 3 / 5 : malgré la voix « angélique » de Goulding et le caractère accrocheur de la chanson, « ce n'est pas la chose la plus mémorable qu'elle ait jamais faite ». Selon elle, « Burn ne semble pas être la chanson qui élèvera sa carrière à un niveau supérieur, mais les fans de la chanteuse l'adoreront, c'est certain ». Joe Gross, du magazine Rolling Stone, ne donne que 2,5 / 5 à ce qu'il considère comme « un morceau de pop anglaise parfaitement inoffensif, qui finira sans nul doute dans So You Think You Can Dance avant de tomber dans l'oubli ».

## Performance
Dès la première semaine, le titre réalise une entrée au sommet avec 116 857 exemplaires vendus, et devient le premier single d'Ellie Goulding classé numéro 1 dans le hit-parade britannique, position qu'elle maintint pendant deux semaines supplémentaires, avec respectivement 80 095 et 62 270 exemplaires lors de ses deuxième et troisième semaines,. Pour sa quatrième semaine, la chanson perd sa première place au profil de Roar de Katy Perry avec 51 924 unités vendues et une place de numéro 2.
En Australie, la chanson entre dès le 16 juillet dans le ARIA Charts à la 72e place et se propulse à jusqu'à la 6e place du top 50, devenant ainsi la chanson de Ellie Goulding la mieux classée dans ce pays Deux semaines plus tard, Burn a été certifié disque de platine par l'Australian Recording Industry Association avec 70 000 exemplaires vendus.

## Formats
- CD single en Allemagne

| No | Titre                 | Durée |
| -- | --------------------- | ----- |
| 1. | Burn                  | 3:48  |
| 2. | Hearts Without Chains | 3:45  |

- Téléchargement numérique – Remix EP[15]

1. Burn – 3:51
2. Burn (Tiësto's Club Life Remix) – 5:17
3. Burn (Mat Zo Remix) – 6:42
4. Burn (Maths Time Joy Remix) – 4:10

## Crédits d'auteurs
Crédits adaptées à partir des notes de pochette de Halcyon Days
- Ellie Goulding – chant
- Serban Ghenea – mixeur
- John Hanes – ingénieur mixeur
- Rob Katz – ingénieur vocal
- Greg Kurstin –  ingénieur du son, guitare, claviers, production, programmation
- Jesse Shatkin – ingénieur du son
- Ryan Tedder – production vocale

## Classement hebdomadaire
| Classement (2013)                       | Meilleure position |
| --------------------------------------- | ------------------ |
| Allemagne (Media Control AG)            | 4                  |
| Australie (ARIA)                        | 6                  |
| Autriche (Ö3 Austria Top 40)            | 4                  |
| Belgique (Flandre Ultratip 100)         | 3                  |
| Belgique (Wallonie Ultratop 50 Singles) | 8                  |
| Canada (Hot 100)                        | 29                 |
| Croatie (Airplay Radio Chart)           | 2                  |
| Danemark (Tracklisten)                  | 15                 |
| Écosse (OCC)                            | 1                  |
| Espagne (PROMUSICAE)                    | 14                 |
| États-Unis (Hot 100)                    | 13                 |
| États-Unis (Pop Airplay)                | 24                 |
| Finlande (Suomen virallinen lista)      | 4                  |
| France (SNEP)                           | 9                  |
| Hongrie (Rádiós Top 40)                 | 1                  |
| Hongrie (Single Top 40)                 | 9                  |
| Hongrie (Dance Top 40)                  | 25                 |
| Irlande (IRMA)                          | 2                  |
| Israël (Media Forest)                   | 7                  |
| Italie (FIMI)                           | 1                  |
| Norvège (VG-lista)                      | 2                  |
| Nouvelle-Zélande (RMNZ)                 | 7                  |
| Pays-Bas (Nederlandse Top 40)           | 7                  |
| Pologne (ZPAV)                          | 3                  |
| Pologne (Dance Top 50)                  | 11                 |
| Tchéquie (IFPI Rádio)                   | 3                  |
| Royaume-Uni (UK Singles Chart)          | 1                  |
| Slovaquie (IFPI Rádio)                  | 1                  |
| Suède (Sverigetopplistan)               | 3                  |
| Suisse (Schweizer Hitparade)            | 5                  |

## Sorties
| Region           | Date             | Format(s)                                                 |
| ---------------- | ---------------- | --------------------------------------------------------- |
| Australie        | 5 juillet 2013   | Téléchargement digital                                    |
| Autriche         | 5 juillet 2013   | Téléchargement digital                                    |
| Belgique         | 5 juillet 2013   | Téléchargement digital                                    |
| Brésil           | 5 juillet 2013   | Téléchargement digital                                    |
| Denmark          | 5 juillet 2013   | Téléchargement digital                                    |
| Allemagne        | 5 juillet 2013   | Téléchargement digital                                    |
| Japon            | 5 juillet 2013   | Téléchargement digital                                    |
| Nouvelle-Zélande | 5 juillet 2013   | Téléchargement digital                                    |
| Norvège          | 5 juillet 2013   | Téléchargement digital                                    |
| Portugal         | 5 juillet 2013   | Téléchargement digital                                    |
| Espagne          | 5 juillet 2013   | Téléchargement digital                                    |
| Suisse           | 5 juillet 2013   | Téléchargement digital                                    |
| Canada           | 22 juillet 2013  | Téléchargement digital                                    |
| États-Unis       | 22 juillet 2013  | Téléchargement digital                                    |
| Royaume-Uni      | 24 juillet 2013  | Mainstream radio                                          |
| Finlande         | 6 août 2013      | Téléchargement digital                                    |
| Autriche         | 9 août 2013      | Téléchargement digital – Remix EP                         |
| Belgique         | 9 août 2013      | Téléchargement digital – Remix EP                         |
| Finlande         | 9 août 2013      | Téléchargement digital – Remix EP                         |
| Allemagne        | 9 août 2013      | CD single                                                 |
| Irlande,         | 9 août 2013      | Téléchargement digital, Téléchargement digital – Remix EP |
| Pays-Bas         | 9 août 2013      | Téléchargement digital – Remix EP                         |
| Suisse           | 9 août 2013      | Téléchargement digital – Remix EP                         |
| Royaume-Uni      | 9 août 2013      | Téléchargement digital – Remix EP                         |
| Royaume-Uni      | 11 août 2013     | Téléchargement digital                                    |
| United States    | 1er octobre 2013 | Mainstream radio                                          |